# Massís Catalanobalear

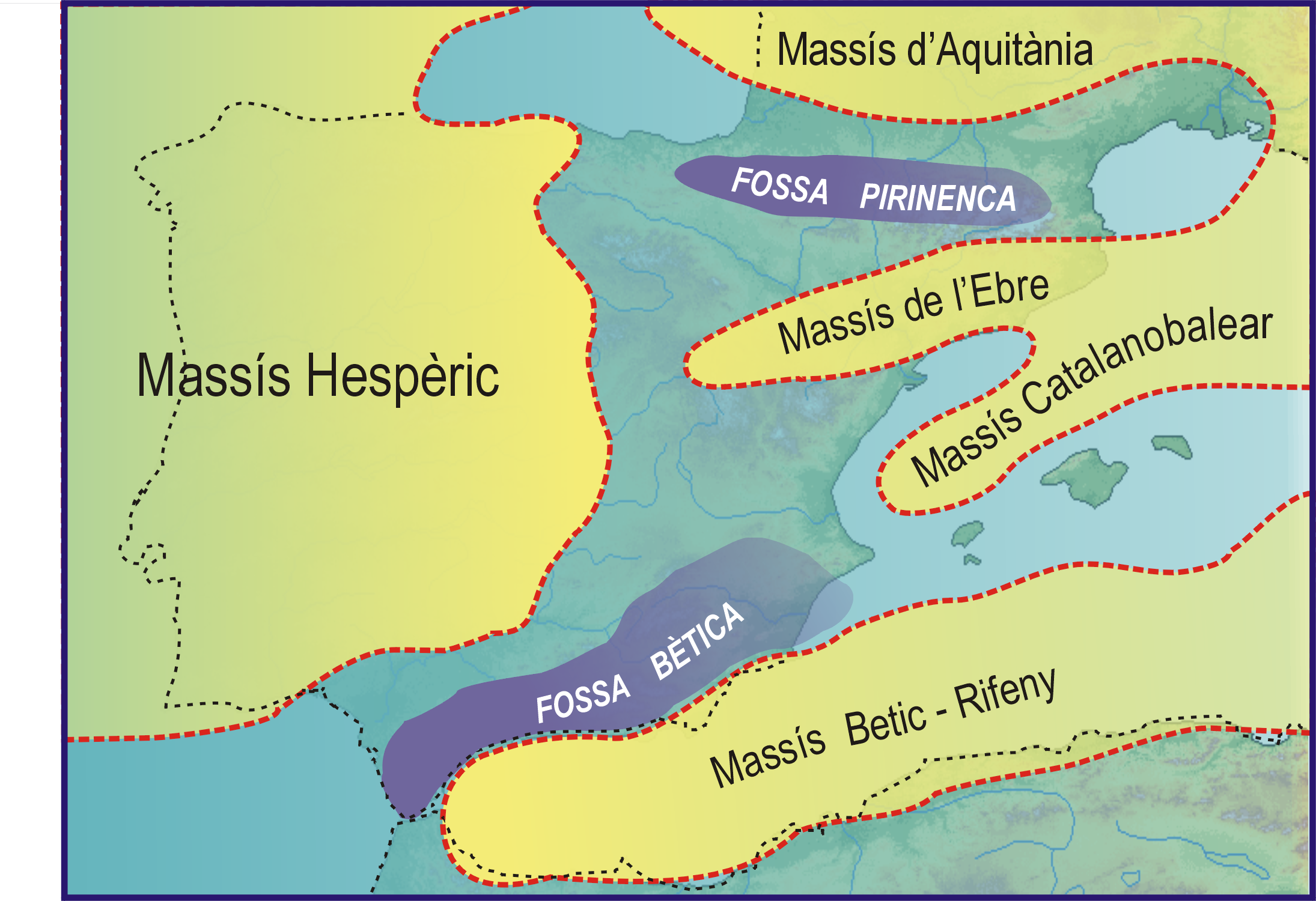
Esquema: Massís Catalanobalear dins el conjunt de massissos emergits durant el plegament hercinià o varisc (Paleozoic)

El massís Catalanobalear (història geològica) és un massís que es formà durant el període geològic del Carbonífer (Paleozoic) com a conseqüència dels plegaments hercinians. A Catalunya (i a les Illes Balears) es formen dos grans massissos: el massís de l'Ebre, que correspon avui a la Depressió Central, i el massís Catalanobalear. La resta era coberta pel mar. Damunt d'aquests materials, s'hi van dipositar, durant milions d'anys, altres materials que exercien una gran pressió sobre els materials anteriors. En aquest gran oceà paleozoic, només sobresortien els massissos més antics.[…] Al final del Paleozoic (Permià i Carbonífer), amb el plegament hercinià, es va enlairar el massís Catalanobalear, que era unit amb el massís de l'Ebre formant un golf obert pel sud-oest. La formació dels conglomerats de Sant Llorenç del Munt correspon al període eocè-oligocè, ja que es quan es formen els deltes dels rius que baixaven del massís Catalanobalear.

## Formació
Al final del Paleozoic, durant el Carbonífer fa uns 300 milions d'anys, es produeix l'orogènia herciniana pel contacte de les plaques africana i euroasiàtica, originant el massís Catalanobalear. Aquesta orogènia forma inicialment sedimentació irregular i després àrees emergides amb plegaments. Les Serralades Costaneres són vestigis d'aquest massís. Després de l'orogènia alpina, gairebé tot el massís es submergeix, quedant només una franja emergida, formant la Depressió Pre-Litoral amb l'entrada d'aigua per fractures. Tres subunitats es destaquen: Serres Pre-litorals, Serres Litorals i Depressió Pre-Litoral.